# Marktleuthen
Marktleuthen là một đô thị ở huyện Wunsiedel, bang Bayern, Đức. Đô thị này tọa lạc bên sông Eger, 10 km về phía bắc của Wunsiedel và 11 km về phía tây nam của Selb.